# Apotropäische Plastik

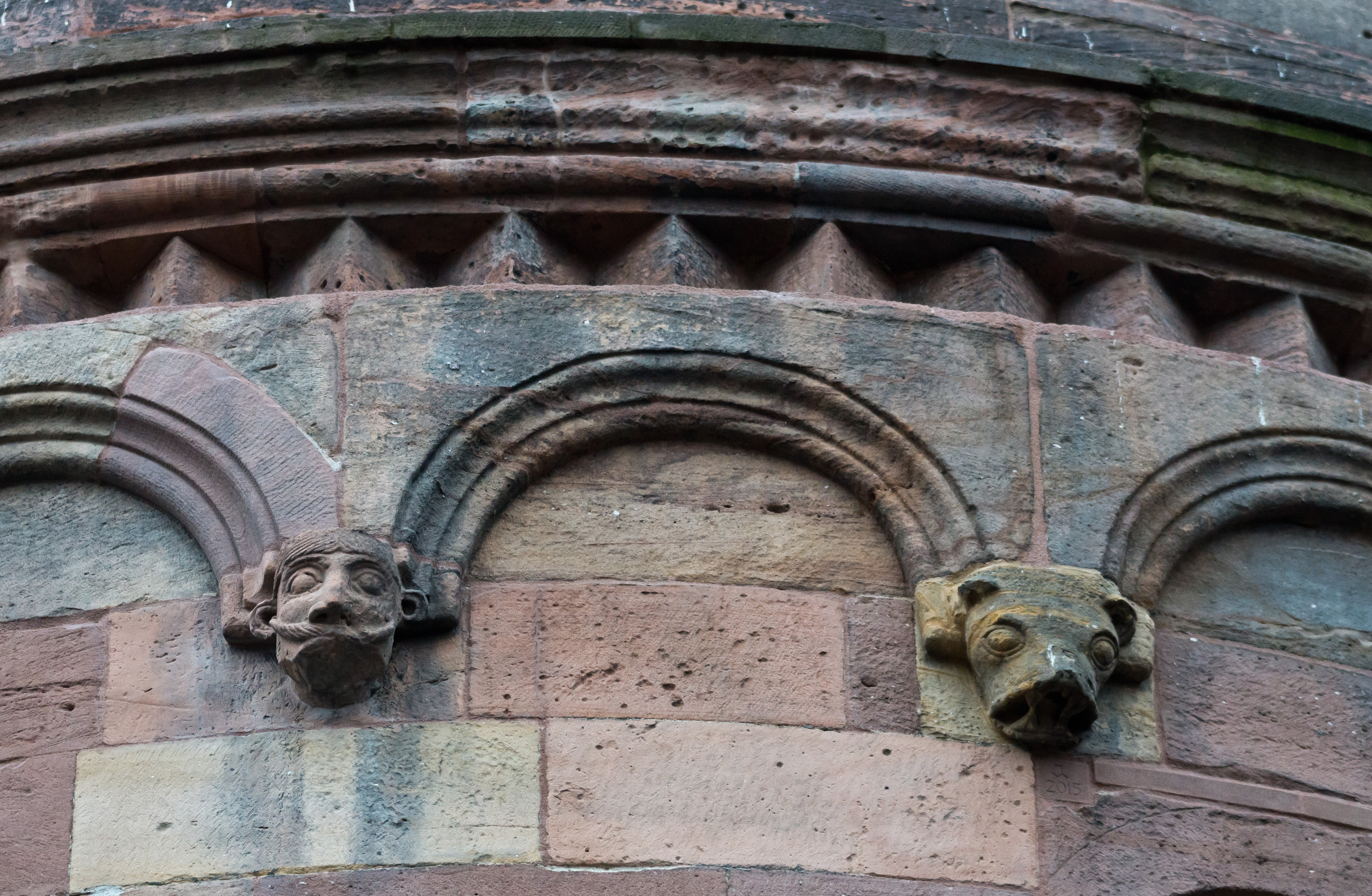
Apotropäische Plastik an einem der Osttürme des Wormser Doms

Apotropäische Plastik (altgriechisch ἀποτρόπαιος apotrópaios „abwendend, abwehrend“) ist an Gebäude angebrachte Bauplastik mit einer apotropäischen Absicht, die also im Aberglauben Unheil von einem Gebäude oder seinen Nutzern abwenden soll.
Sinn und Ausdruck solcher Plastiken können im Einzelnen oft bisher nicht einhellig gedeutet werden. Apotropäische Plastik gehört seit der Antike zur Bauplastik und befindet sich in Europa besonders an romanischen Kirchen. Es handelt sich meist um dämonische Fratzen oder Tiere. Auch in das Bandgeschlinge altnordischer Schnitzkunst sollen „Gedanken der Abwehr hineinverwoben“ sein. Häufig ist Apotropäische Plastik nach Norden oder Westen gerichtet, die Himmelsrichtungen, die in erster Linie mit dem Bösen assoziiert wurden.
In der gotischen Architektur sind auch Wasserspeier häufig als Dämonenleiber oder -fratzen gestaltet.